# Возрождение Тьмы
Возрождение Тьмы (Тёмное Воинство) (англ. Dark Force Rising) — фантастический роман американского писателя Тимоти Зана, вторая книга из «Трилогии Трауна». Издан в США в 1992 году. В России издан двумя издательствами — Азбука в 1996 и 2016 годах и Эксмо в 2002 году.

## Аннотация
Девять лет назад отгремела битва при Явине. Продолжается становление армии и флота Новой Республики, немалое значение в боевых успехах республиканских войск имеет легендарный Разбойный эскадрон Веджа Антиллеса. Охотник за информацией Талон «Коготь» Каррде пытается сколотить из контрабандистов и пиратов единую организацию. Принцесса Лейя Органа находится в сложной дипломатической — граничащей с боевой — ситуации, а Люк Скайуокер оказывается под сильнейшим воздействием Темной стороны Силы. И именно в это время самый безжалостный и хитроумный воин умирающей Империи — Гранд адмирал Траун — берет командование над остатками флота и начинает широкомасштабное наступление на Новую Республику. Тем временем Хан Соло и Лэндо Калриссиан пытаются выиграть время, чтобы раскрыть предателя в республиканском правительстве. Но вместо этого обнаруживают загадочный призрачный флот. Эта находка способна обречь на гибель их друзей и принести победу врагам.